# Fernando Echavarri
Fernando Echavarri, född den 13 augusti 1972 i Santander, Cantabria, är en spansk seglare.
Han tog OS-guld i tornado i samband med de olympiska seglingstävlingarna 2008 i Qingdao i Kina.